# جگوار ایکس‌جی (ایکس۳۵۱)

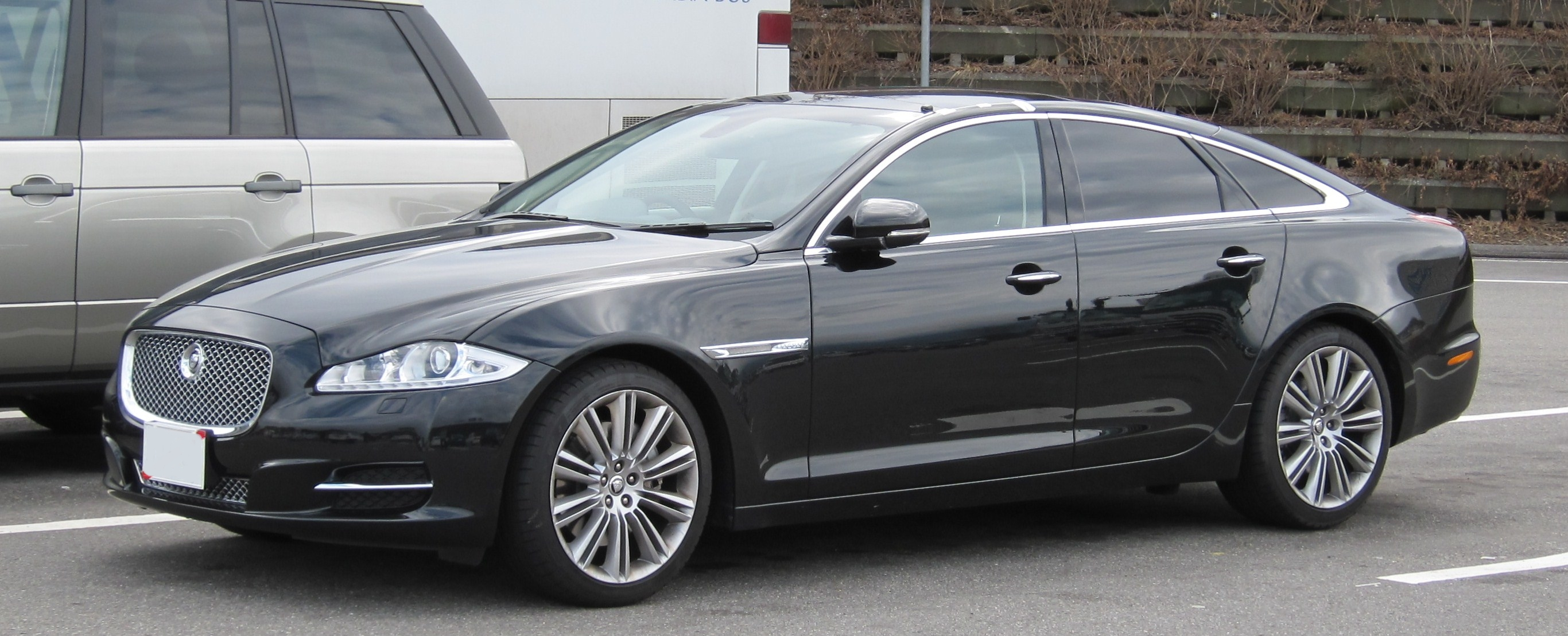

جگوار ایکس‌جی (ایکس۳۵۱) (Jaguar XJ (X۳۵۱)) خودرویی است که در سال‌های ۲۰۰۹ تا ۲۰۱۹ در انگلستان تولید شده‌است.
طراحی آن خودروهای موتور جلو-محور عقب بوده طول آن در حالت طبیعی ۵٬۱۲۲ میلیمتر (۲۰۱٫۷ اینچ)، عرض آن در حالت طبیعی ۱٬۸۹۴ میلیمتر (۷۴٫۶ اینچ) و ارتفاع آن در حالت طبیعی ۱٬۴۴۸ میلیمتر (۵۷٫۰ اینچ) است. سیستم جعبه‌دندهٔ آن ۶ دنده به صورت تمام خودکار است.